# Здравко Нейчев
Здравко Димитров Нейчев (род. 23 юни 1950) е български художник, зограф и културен деец, свързан с културния живот на Димитровград повече от 50 години.

## Биография
Роден е в Харманли, но израства в дома за сираци „Асен Златаров“ в Хасково. След военната си служба се установява в Димитровград, където създава семейство и посвещава живота си на културата и изкуството.
През годините е работил като художник в множество културни и индустриални институции, сред които Химически завод Димитровград, СМЕК „Маришки басейн“, рудник „Миньор“, СПП „Вулкан“, профсъюзен дом на културата „Миньор“, кината „Миньор“, „Химик“, „Дружба“, КБУ „Раковски“ и Драматичен театър „Апостол Карамитев“.

## Културна дейност
Работил е с Районното дружество на хората с увреден слух в Хасково, за което е отличен със сребърна значка. В Димитровград ръководи естрадно-сатиричен театър към центъра за работа с деца и младежи, където създава пълнометражния любителски филм „Без изход“ (1999), носител на награди от национални фестивали.
Сценарист, постановчик и продуцент е на сатирични спектакли, вариететни програми и телевизионни предавания, сред които „Шкарто шоу“ и „Смях до дупка“, излъчвани в регионалните кабелни мрежи.

## Художествена дейност
Нейчев е автор на над 50 самостоятелни изложби в Димитровград и над 70 участия в България и чужбина. Творбите му са част от частни и публични колекции по света.
Като зограф е изографисал и реставрирал десетки православни храмове, включително:
- храм „Св. Теодора Александрийска“ (с. Филево)
- храмове „Св. Илия“ в с. Каснаково и с. Калугерово
- храм „Св. Димитър“ (Хасково)
- храм „Св. Никола“ (с. Здравец)
- храм „Въведение Богородично“ (с. Българин)
- храм „Св. Богородица“ (с. Странско)
- както и иконостасите в с. Любеново и с. Горски извор

## Обществена дейност
Председател е на Народно читалище „Васил Левски – 2003“ в Димитровград от неговото създаване. Ръководи инициативите „АРТ Работилница“ и „Студия за любителско сценично творчество Тодор Колев“. През годините е сътрудничил с редица културни институции и редовно дарява свои произведения за благотворителни каузи.
Член е на Съюз на читалищните дейци и Асоциация на димитровградските читалища.

## Семейство
Женен е за Пенка Нейчева. Има син – Михаил Нейчев, артист, DJ и общественик.

## Признание
- Носител на наградата „Деец на културата“ на Община Димитровград (2022)
- Сребърна значка за принос в работата с хора с увреден слух
- Отличия от театрални и филмови фестивали в страната
- Автор на паното „Димитровград – извор на сили и младост“ (2015)
- Автор на макета на „Светилището на нимфите и Афродита“